# الكنيسة الكاثوليكية في الصومال
الكنيسة الكاثوليكية في الصومال هي جزء من الكنيسة الرومانية الكاثوليكية العالمية، وهي تحت القيادة الروحية للبابا في روما.

## نظرة عامة
يوجد عدد قليل جدًا من الكاثوليك في الصومال، ويُقدر الملتزمون بالكاثوليكية بمائة فقط، وكاهن واحد، وذلك منذ عام 2020.
تشكل البلاد بأكملها أبرشية واحدة، وهي أبرشية مقديشو، في الفترة التي سبقت الاستقلال، بلغ عدد الكاثوليك في أبرشية مقديشو 8500، وذلك في عام 1950 ويُعتبر أعلى نسبة سُجلت في البلاد، وكانت تمثل (0.7% من سكان البلاد)، وكان جميعهم تقريبًا من المغتربين الإيطاليين.

## خلفية تاريخية
أُدخلت الكاثوليكية إلى الصومال الإيطالي في أواخر القرن التاسع عشر. وكان يمارسها في البداية عدد قليل من المهاجرين الإيطاليين في مقديشو والمناطق الزراعية على ضفاف نهر شبيلي، وذلك بفضل بعض المبشرين من الآباء الثالوثيين.
في عام 1895، حررت السلطات الاستعمارية الإيطالية أول 45 من العبيد البانتو تحت إدارة شركة فيلوناردي الكاثوليكية المستأجرة، وأدى ذلك تحول المحرَّرين في وقت لاحق إلى الكاثوليكية، ولم تنطلق عمليات تحرير العبيد وتحويلهم إلى ديانة أخرى في الصومال إلا بعد أن أبلغ الناشط المناهض للعبودية لويجي روبيتشي بريتشيتي [الإنجليزية] الرأي العام الإيطالي عن تجارة الرقيق في الصومال والموقف غير المبالي للحكومة الاستعمارية الإيطالية تجاهها.
بعد سيطرة البريطانيين على منطقة جوبالاند أعطت الإدارة الاستعمارية الإيطالية الأرض للمستوطنين الإيطاليين لإنتاج المحاصيل النقدية التي ستُصدّر بعد ذلك إلى إيطاليا. وبما أن العمل في هذه المزارع يتطلب عمالة بشرية، فقد حاولت السلطات الإيطالية تجنيد العبيد السابقين من البانتو، ورغم توفرهم إلا أنه سرعان ما اضطر الإيطاليون إلى اللجوء إلى العمل القسري (العبودية) عندما وجدوا أن العديد من البانتو اكتشفوا أن العمل كأحرار مربح أكثر، ولم يكونوا مستعدين للتطوع. وقد أُخضع سكان ضفاف نهر شبيلي من البانتو للعمل القسري، على عكس الصوماليين الرحل.
استمرت العبودية في جنوب الصومال حتى أوائل القرن العشرين، وألغتها السلطات الإيطالية بعد ذلك وفقًا للبروتوكول البلجيكي ومع أبرشية مقديشو.
بعد الحرب العالمية الأولى، كان أحفاد البانتو العبيد المُحررين يمثلون أغلبية الكاثوليك الصوماليين. وعاش معظمهم في مزارع فيلاجيو دوكا ديجلي أبروزي وجينالي.
في عام 1928، تم أُنشئت كاتدرائية كاثوليكية في مقديشو بأمر من الحاكم الكاثوليكي سيزار ماريا دي فيتشي الذي عمل على تعزيز جهود تنصير الشعب الصومالي. دُمرت الكاتدرائية، التي كانت الأكبر في أفريقيا في عشرينيات وثلاثينيات القرن العشرين، لاحقًا خلال الحرب الأهلية الصومالية.
أعلن أسقف مقديشو، فرانسيسكو فولجينزيو لازاتي [الإيطالية]، في عام 1940 أن هناك حوالي 40 ألف كاثوليكي صومالي بسبب عمل المبشرين في المناطق الريفية في جوبا وشبيلي، إلا أن الحرب العالمية الثانية سببت لهم أضرارًا كبيرة. وكان معظم الكاثوليك حينها من البانتو الصوماليين، كما أن بضعة آلاف منهم كانوا أبناء غير شرعيين لجنود إيطاليين وفتيات صوماليات (حصلن على الجنسية الإيطالية عند تعميدهن).
في الخمسينيات من القرن العشرين، كتب إندرو مونتانيلي [الإنجليزية] في صحيفة إل بورغيزي [الإنجليزية] أن مقديشو الإيطالية في عام 1942 بعد وصول البريطانيين أصبحت عاصمة أفريقية معظم سكانها من الكاثوليك: مشيرا إلى أنه من بين 90 ألف نسمة، عاش ف مقديشو 40 ألف إيطالي، في حين أن 7 آلاف صومالي من ضمن 50 ألف عاشوا في مقديشو كانو يعتنقون الكاثوليكية. ومن هنا استنتَجَ أن ما يقرب من ثلاثة أخماس سكان المدينة هم من الكاثوليك.
منذ نهاية الفترة الاستعمارية ورحيل الإيطاليين، شهدت الكاثوليكية اختفاءً شبه كامل في الصومال. في عام 2023، حصلت الدولة على درجة صفر من 4 فيما يتعلق بالحرية الدينية. في العام نفسه، صُنّفت البلاد بكونها ثاني أسوأ مكان في العالم للمسيحية، بعد كوريا الشمالية مباشرة.

## فهرس
- سيسي، لوسيا. Il Vessillo e la Croce - الاستعمار والبعثة الكاثوليكية والإسلام في الصومال (1903-1924) محرر كاروتشي. روما، 2006(ردمك 978-88-430-4050-6) (  )
- Gresleri، G. Mogadiscio ed il Paese dei الصومالي: una identita negata . محررو مارسيليو. البندقية، 1993
- تريبودي، باولو. الإرث الاستعماري في الصومال . مطبعة سانت مارتن. نيويورك، 1999.

## روابط خارجية
- مدونة البعثة الكاثوليكية في الصومال
- كتاب توكاشو: كتاب الصلاة الكاثوليكية الصومالية